# Станимир Трифонов
Станимир Георгиев Трифонов е български режисьор.

## Биография
Роден е в град Велико Търново на 14 май 1958 г. Учи в езикова гимназия в родния си град. Завършва Великотърновския университет „Кирил и Методий" със специалност българска филология, а през 1986 г. завършва ВИТИЗ „Кръстьо Сарафов" със специалност кинорежисура при Димитър Пунев.
През 1986 г. работи като режисьор на документални филми и на детски предавания в Българската национална телевизия. От 1987 г. до 1993 г. е режисьор във филмова студия „Време“, след което до 1997 г. е на свободна практика. Същата година се завръща във „Време“ и до 1999 г. е неин художествен директор. От 2002 до 2010 г. е неин управител.
Сред най-известните филми на Трифонов са сериалът „Хайка за вълци“ и игралният филм „Изпепеляване“.

## Филмография

### Игрални филми
- Блаженият (2021)
- На границата (6-сер. тв, 2014)
- Стъклената река (2010)[3]
- Изпепеляване (2004)
- Хайка за вълци (2000)[4][5]

### Документални филми
- Железни момчета (2024) – сц. Емил Спахийски
- Казимир (2024)
- През сълзи (2016)
- Асен и времето (2003)
- Към себе си (2002)
- Модус вивенди (2002)
- Ако е рекъл Господ... (1999)
- Атентатът (1998)
- Другото ниво на банята (1997)
- Образ невъзможен (1996)
- Преди да се родя... Ивайло Петров (1995)
- Сън (1993)
- Човекът, който се казваше Буров (1993)
- Елиас Канети. Тълкувания (1992)
- Елиас Канети. Отговор на едно писмо (1992)
- Грюнангер. Едно пътуване на Изток (1991)
- Минало несвършено (1989-1990)
- Con amore (1989)
- До утре... Четири портрета и един спомен (1988)
- Учителят по практика (1987)

## Академична кариера
От 2003 г. Станимир Трифонов заема академичната длъжност „доцент“, а от 2008 г. – професор в Югозападния университет „Неофит Рилски“, Факултет по изкуствата. Преподава „Филмова и телевизионна режисура“ в катедра „Телевизионно, театрално и кино изкуство“.
През 2016 г. защитава докторска дисертация на тема „Екранизацията като трансфер“ в Института за изследване на изкуствата към Българската академия на науките в професионално направление „Театрално и филмово изкуство“.
Освен в Югозападния университет „Неофит Рилски“ Станимир Трифонов е преподавал „Кинорежисура“ в Нов български университет.